# Jasowie
Jasowie – lud pochodzenia alańskiego (pokrewny współczesnym Osetyjczykom), a obecnie węgierska grupa etniczna zamieszkująca północne obszary Węgier, głównie rejon Jász-Nagykun-Szolnok, który nosi historyczną nazwę Jazygia.

## Historia
Jasowie przybyli do Europy w średniowieczu z północnych stoków Kaukazu. Początkowo zasiedlali wraz z Połowcami (Kumanami) stepy nad Morzem Czarnym: tereny dzisiejszej Mołdawii (od nich nosi nazwę miasto Jassy), Rumunii i Ukrainy.
Na początku XIII wieku Jasowie jako sojusznicy Kipczaków na stepach nadkaspijskich stawiali opór podbojom mongolskim. Poniósłszy klęskę uciekli na Węgry, gdzie w 1237 król Bela IV udzielił im schronienia i osiedlił na terenach u stóp Mátry, w północnej części Międzyrzecza Dunaju i Cisy. Tereny te zostały ostatecznie zajęte przez Jasów po odwrocie Mongołów z Europy w 1242. Krainę tę nazwano Jazygią (węg. Jászság), jej stolicą stało się miasto Jászberény. 
Pod rządami Królestwa Węgier Jasowie utrzymali odrębność etniczną, wojskową i administracyjną. W zamian za szeroki samorząd dostarczali królom węgierskim bitnych i licznych wojowników. W XVI wieku Jazygia wraz z resztą środkowych Węgier dostała się pod panowanie imperium osmańskiego. Po odzyskaniu Węgier Habsburgowie poddali ludność Jazygii uciskowi podatkowemu, od którego kraina wykupiła się w 1745. Potem cieszyła się przywilejami do połowy XIX wieku. 

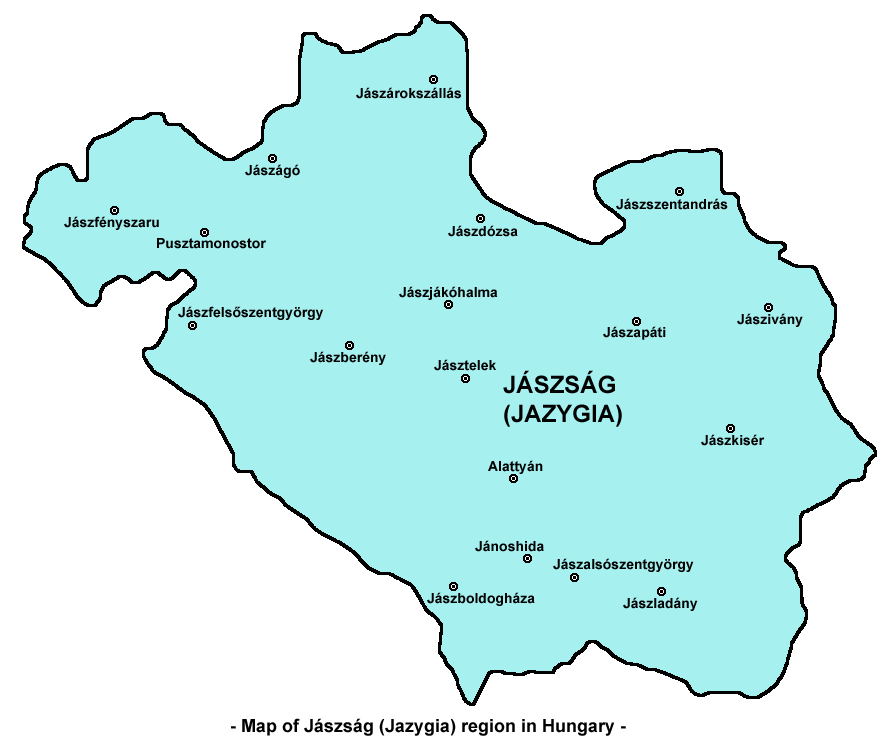
Mapa Jazygii (Jászság)

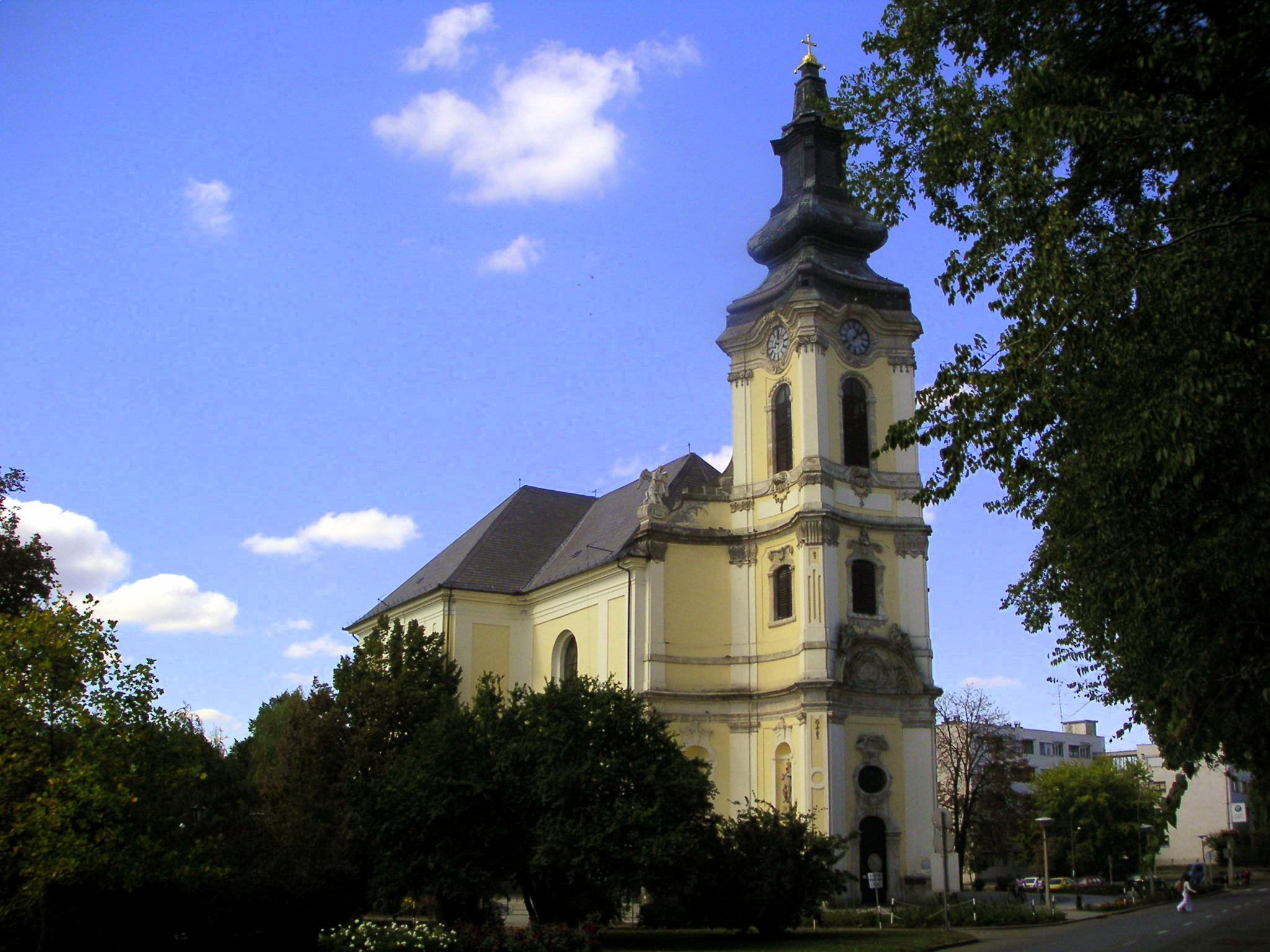
Kościół w centrum Jászberény

## Język i tożsamość
Jasowie przyjęli język węgierski w czasie panowania tureckiego i ostatecznie zarzucili używanie rodzimego języka w XVII wieku. Do czasów współczesnych pozostały jego niezbyt liczne ślady w warstwie leksykalnej. Zachowali jednak świadomość odrębności etnicznej od Węgrów oraz własną kulturę ludową. 
Współcześnie do jasyjskiego pochodzenia przyznaje się około 105 tysięcy osób, mieszkających w Jazygii, głównie w okolicach Jászberény.